# World Renaissance
Pour les articles homonymes, voir Maestro (homonymie) et Renaissance (homonymie).
Le Renaissance est un navire de croisière construit en 1966 par les Chantiers de l'Atlantique de Saint-Nazaire pour les Croisières Paquet. Il est lancé le 11 décembre 1966 et mis en service en mai 1966 sous le nom de Renaissance. En octobre 1977, il est vendu à la compagnie Epirotiki Lines qui le renomme Homeric Renaissance, puis devient l’Awani Dream du groupe Awani Cruises en juillet 1995. En mars 1998, il est vendu à la compagnie Royal Olympic Cruises et reprend le nom de World Renaissance (il a porté ce nom lors d’un affrètement par Costa Croisières en 1978). En avril 2005, il est vendu aux enchères à la compagnie Pelorus Maritime et devient le Grand Victoria. Désarmé à Kinosoura fin 2009 à cause des nouvelles règles imposées par le SOLAS 2010, il est vendu en janvier 2010 à la casse. Il arrive à Alang sous le nom de Maestro le 6 août 2010 et est détruit,.

## Histoire

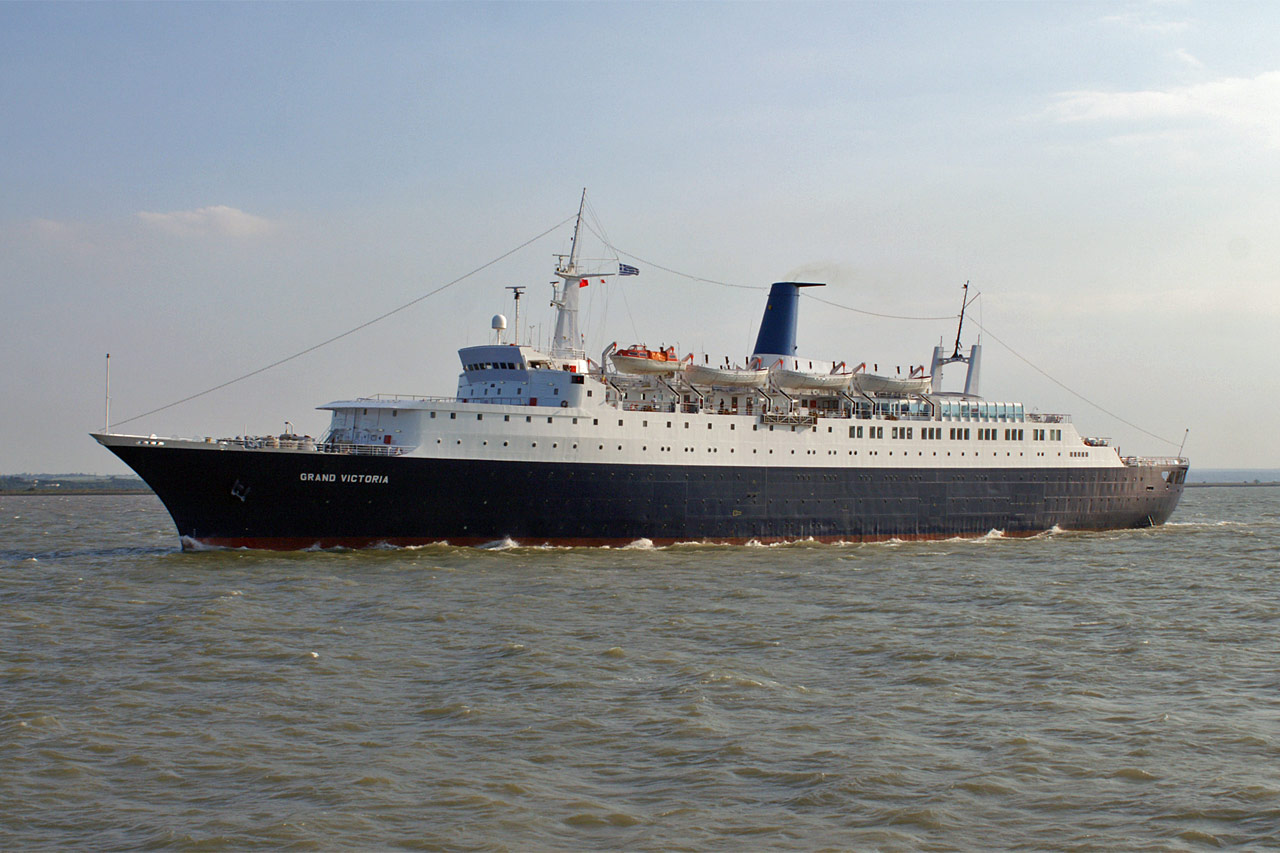
Le Grand Victoria sur la Tamise en juin 2006

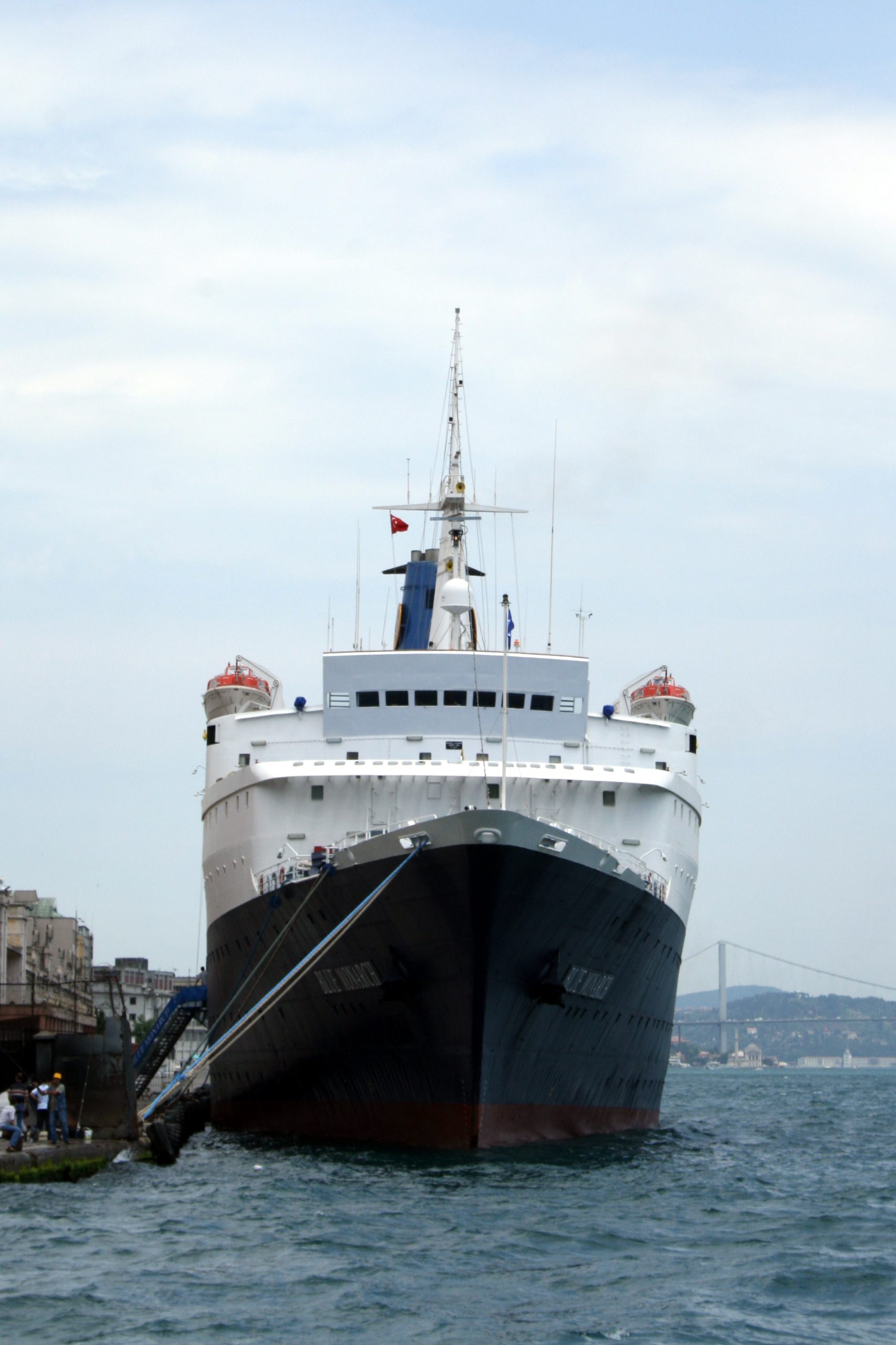
Le Blue Monarch à Istanbul en juin 2007.

Le Maestro est un navire de croisière construit en 1966 par les Chantiers de l'Atlantique de Saint-Nazaire pour les Croisières Paquet. Il est lancé le 11 décembre 1966 et mis en service en mai 1966 sous le nom de Renaissance.
Fait exceptionnel, son lancement a lieu "aux chandelles" ,en pleine nuit, sous la lumière des projecteurs du chantier et des remorqueurs qui illuminent sa coque entièrement blanche, après un retard de 12 heures dû à une violente tempête.
À l'époque, celle des trente glorieuses,  c'est un des fleurons de la marine marchande française et l'armateur (CFN, filiale de Paquet) lancera un concours de maquettes, avec le concours des Galeries Lafayette, du Touring Club de France et de la revue spécialisée Modèle Réduit de Bateaux.
La maquette la plus fidèle permettra à son auteur de gagner une croisière gratuite.
En octobre 1977, il est vendu à la compagnie Epirotiki Lines qui le renomme Homeric Renaissance. L’année suivante, il est affrété par Costa Croisières et devient le World Renaissance.
En novembre 1983, il est affrété pour six mois par la compagnie TFC Tours.
En juillet 1995, il est vendu au groupe Awani Cruises qui le renomme Awani Dream, puis l est revendu en mars 1998 à la compagnie Royal Olympic Cruises et reprend le nom de World Renaissance.
Le 6 avril 2005, il est vendu aux enchères à la compagnie Pelorus Maritime et devient le Grand Victoria.
En 2007, il est affrété par la compagnie Monarch Classic Cruises et navigue sous le nom de Blue Monarch.
Après être resté quelques mois à Kinosoura, il est vendu en janvier 2010 à la casse. Il arrive à Alang sous le nom de Maestro le 6 août 2010 et est détruit,.